# 圣方济各沙勿略主教座堂 (班斯卡-比斯特里察)

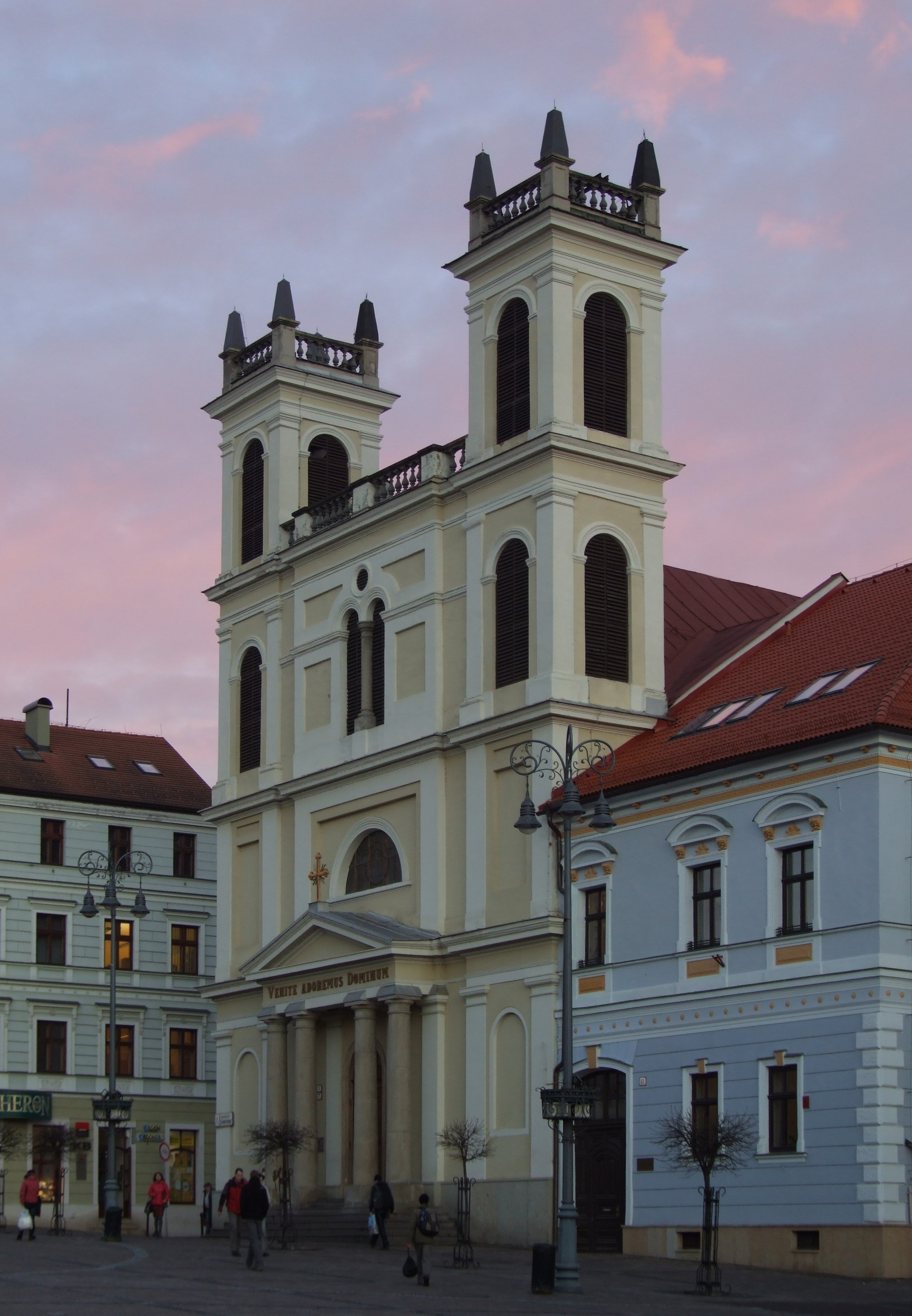
圣方济各沙勿略主教座堂

圣方济各沙勿略主教座堂(是天主教班斯卡-比斯特里察教区的主教座堂（自1776年起），位于斯洛伐克城市班斯卡-比斯特里察的斯洛伐克民族起义广场。由耶稣会 兴建于1695–1715年，是罗马耶稣教堂的复制品。双塔增建于1844年。